# 앤트웹
앤트웹(AntWeb)은 개미에 관한 온라인 데이터베이스이다. 표본의 이미지와 기록, 자연사적 정보, 2004년 11월 기준 공개된 출처와 커뮤니티에서 만들어낸 저장소에서 개미의 35,000개 이상의 분류군에 관한 490,000개 이상의 표본의 문서를 저장한다. 2002년에 브라이언 피셔가 설립했으며 30,000 달러의 비용이 들었다.